# Matrimonio infantil en Afganistán
De acuerdo a UNICEF, el matrimonio infantil es el "matrimonio formal o unión informal antes de los 18 años" y afecta a más niñas que niños. En Afganistán, el 57% de las niñas se casan antes de cumplir 19 años. Las edades más comunes para que las niñas se casen son 15 y 16, aunque es común encontrar niñas de entre 10 y 11 años casadas, incluso de menos, sobre todos en las zonas rurales. Factores como la dinámica de género, la estructura familiar, las percepciones o ideologías culturales, políticas y económicas juegan un papel importante para determinar si una niña estará casada a una edad temprana.
La práctica del matrimonio infantil se ha relacionado con consecuencias perjudiciales para las niñas, como la incapacidad de obtener una educación y habilidades para trabajar de forma independiente. Las niñas también pueden sufrir daños físicos, ya que sus cuerpos a menudo no están desarrollados para el parto, lo que resulta en un trauma emocional, mental y físico tanto para la niña como para su hijo.

## Leyes sobre el matrimonio infantil

### Ley nacional
Según el artículo 40 del derecho civil afgano, "el matrimonio es un contrato entre un hombre y una mujer para el establecimiento de una familia". El artículo 70 establece que la edad legal para contraer matrimonio es de 16 años para las mujeres y 18 para los hombres. El Artículo 71 (subsección 1) otorga los derechos de matrimonio de una niña a su padre o tutor antes de la edad legal de 16 años, y los matrimonios para menores de 15 años no están permitidos bajo ninguna circunstancia. A pesar del establecimiento del derecho civil, las costumbres regionales tienen precedencia sobre el derecho nacional, así como la ley sharia. Debido a las deficiencias en la aplicación de la ley civil, los matrimonios infantiles siguen siendo muy frecuentes.
Mientras se introducen nuevas leyes progresivamente, el Programa de las Naciones Unidas para el Desarrollo Índice de desigualdad de género anual todavía clasifica a Afganistán como el sexto peor país para la igualdad femenina en el mundo. Las estadísticas de la Comisión Independiente de Derechos Humanos de Afganistán mostraron que alrededor del 60-80% del total de los matrimonios en Afganistán son  forzado y / o  matrimonio de menores.
En 2009, Afganistán aprobó la Ley para la Eliminación de la Violencia contra la Mujer, que garantiza sanciones por violencia doméstica, abusos contra las mujeres, así como el matrimonio infantil forzado, sin embargo, la implementación de esta ley no se ha aplicado completamente, ya que existe una gran oposición debido a las tradiciones culturales del país.En 2013, el parlamento afgano aprobó una ley que impide que las niñas testifiquen contra los matrimonios forzados, y los estudiantes de la Universidad de Kabul protestaron contra la ley de Eliminación de la Violencia contra la Mujer, quienes la consideraron "no islámica".
En diciembre de 2019 tras una larga discusión y tras años de polémicas y dudas en ese sentido, el Parlamento ha aprobado la Ley de Protección de los Derechos de la Infancia que establece formalmente la mayoría de edad en 18 años. La ley, de 118 artículos, garantiza el derecho de los menores a la ciudadanía, a la identidad y al registro por nacimiento. También consagra la libertad de los menores de minorías religiosas y el derecho al acceso a servicios básicos y a la educación.

### Ley Sharia
En el Islam, el matrimonio representa el reconocimiento de una pareja de su responsabilidad social y un acuerdo para cumplir con los términos y condiciones del contrato de matrimonio. Una de las condiciones en el contrato de matrimonio del Islam requiere el consentimiento verbal y escrito de ambos, la novia y el novio, así como la aceptación por parte de la mujer de la propuesta del hombre.
La ley Sharia, también conocida como ley islámica, dicta las siguientes normas relativas al matrimonio:
- "Debe haber adultez y cordura de ambas partes"
- En caso de no ser adulto, se requiere la tutela del padre o abuelo para el matrimonio.
- El padre y el abuelo son propietarios de sus hijos y pueden casarlos".[2]

El islam, particularmente la escuela sunita de Hanafi, es central en la cultura afgana. Desde mediados del siglo XVIII hasta mediados del siglo XIX, la sociedad afgana fue en su mayoría  descentralizada, dejando a diferentes grupos étnicos para decidir cómo deben practicar e implementar los principios Hanafi. Sin embargo, la investigación ha demostrado que los jueces de familia a menudo emitieron fallos que ignoraban los derechos de las mujeres descritos en la Sharia.
Más tarde, entre 1880 y 1901, el gobernante afgano el Emir Abdur Rahman Khan creó decretos reales basados en la Sharia que buscaban eliminar el matrimonio infantil y forzado. De manera similar, como gobernante desde 1901-1919, su hijo el emir Habibulá Khan mantuvo la misma legislación para promover los derechos de las mujeres.
Durante la República de Afganistán de 1973 a 1978, el presidente Mohammed Daud Khan aprobó una legislación relacionada con el derecho de familia, que se basó en la ley más liberal Maliki, y el Decreto Número 7 prohibió el matrimonio infantil para niñas menores de 16 años y niños menores de 18 años. También se implementó el castigo para los infractores, que incluyó prisión por hasta tres años.

## Razones para el matrimonio infantil

### Compensación
Badal, o el matrimonio basado en el intercambio, ocurre cuando dos familias acuerdan intercambiar miembros femeninos de sus familias, a menudo para compensar el costo de un matrimonio o para fortalecer los lazos familiares. Baad, también se usa, en  matrimonios que ocurren para compensar a la familia de la víctima si se ha cometido un delito. Las jóvenes se casan con la familia de la víctima, que se supone que resuelve el conflicto. Las niñas también se casan para pagar grandes deudas.

### Rural y socioeconómico
En un estudio incluido en el informe "Matrimonio precoz en Afganistán", las diferencias regionales explicaron una gran diferencia en la incidencia del matrimonio infantil. De las niñas entrevistadas, el 59% provenía de áreas rurales, mientras que el 41% provenía de ciudades. De los casados a los 12 años, el 75% también residía en zonas rurales. La tasa de alfabetización también mostró una fuerte correlación con el matrimonio infantil, ya que de 200 entrevistados, el 71% de los padres que obligan a sus hijas a casarse, así como el 70% de las niñas y el 50% de los esposos eran analfabetos.
La pobreza también demuestra ser un factor, ya que los padres se casan con las niñas porque no tienen recursos financieros para apoyarlas.; desafortunadamente, cuando una niña es una novia infantil, limita la oportunidad de empleo, y el 94.3% de las mujeres entrevistadas informaron que estaban desempleadas, ya que estaban sujetas a un matrimonio infantil. Las hijas también pueden ser entregadas al matrimonio para que los padres obtengan beneficios económicos de la dote, y dado que los padres a menudo no tienen educación, el matrimonio parece una opción apropiada para la estabilidad futura de una niña.

## Efectos

### Salud
El matrimonio infantil temprano pone en peligro tanto la salud de la niña como la salud de su hijo. La desnutrición, el abuso y la infección por VIH son algunas de las complicaciones perjudiciales para la salud asociadas con el matrimonio precoz.  Se ha informado que el riesgo de morir de parto y embarazo es dos veces mayor para las niñas entre las edades de 15 y 19 años que para las mujeres mayores. Esto, combinado con el hecho de que los matrimonios infantiles tienden a ocurrir en sociedades con peor atención médica, da como resultado tasas más altas de complicaciones del embarazo y mortalidad materna.
En Afganistán, el 34.1% de las madres que se casaron temprano tuvieron hijos que eran físicamente débiles y el 8.9% informó que sus hijos nacieron con una discapacidad, en contraste con los niños en los Estados Unidos, donde el 15% de los niños tienen una discapacidad. Aproximadamente el 40.4% de las madres que se casaron temprano reportan tener una enfermedad ginecológica, y el 20.2% padecen una enfermedad psicológica.
Fuera del África subsahariana, Afganistán tiene la segunda mayor incidencia de muertes maternas, y el 32% de todas las muertes de niñas de 15 a 19 años están relacionadas con el embarazo, mientras que el 47% de las muertes de mujeres que estaban en el rango de edad de 20-24. También se debieron a complicaciones del embarazo. Fístula es uno de los efectos perjudiciales para la salud causados por el matrimonio infantil, y la encuesta de 2011 realizada por el Programa de Desarrollo de la Salud Social encontró que de las 3.040 mujeres entrevistadas, 67% tenían entre 16 y 20 años cuando fueron diagnosticadas con una fístula obstétrica. Las madres jóvenes también sufren de hipertensión inducida por el embarazo, así como un mayor riesgo de infección por VIH.

### Educación
Al año 2012, la tasa de alfabetización para las adolescentes afganas es de aproximadamente el 21%. Una vez casada, la educación de una niña a menudo llega a su fin. Por lo general, esto sucede porque la niña asume responsabilidades domésticas, así como el cuidado de los hijos. Sin embargo, incluso si la niña logra obtener permiso para asistir a la escuela, los administradores de la escuela a menudo le negarán un lugar para estudiar, lo que se debe a la creencia de que tener niñas casadas en una escuela es perjudicial para la moral de las niñas solteras. Privar a las niñas de una educación inhibe su capacidad de obtener oportunidades económicas sostenibles, lo que limita la independencia y las somete aún más a la pobreza. La falta de educación también obliga a las niñas a seguir viviendo en situaciones abusivas, ya que no conocen otras opciones.

### Violencia doméstica
La violencia doméstica en Afganistán a menudo se exacerba debido a una variedad de factores, como la pobreza, el analfabetismo, narcótico y al matrimonio forzado. La ONG internacional Global Rights informa en una encuesta de 2006 que "más del 85% de las mujeres afganas informaron haber experimentado violencia física, sexual o psicológica o matrimonio forzado." Los efectos adversos para la salud y la economía están relacionados con la violencia doméstica, y los estudios indican que aproximadamente 2.000 niñas han intentado suicidarse debido a las insoportables condiciones a las que fueron sometidas. Incluso si las niñas intentan escapar de una relación abusiva, son acusadas de huir, lo que puede conducir a un arresto. Debido a que se casan a una edad temprana, las niñas que son novias también tienen menos poder, lo que las coloca en una posición en la que pueden carecer de autoridad en las decisiones cotidianas, y la investigación ha demostrado que a tiempo, incluso pueden justificar la violencia doméstica.

#### Auto inmolación
La auto inmolación es una práctica (sobre todo en la zona oeste de Afganistán) por la cual muchas mujeres y niñas casadas utilizan este método como intento de suicidio, En gran parte esta práctica es la consecuencia directa de la violencia doméstica que sufren. Además, ya que el suicidio es una práctica no admitida en el islam, las mujeres o niñas que practican esto, intentan dejar un antecedente negativo en sus familias, y principalmente sobre el marido ya que esto mancha su honor. En  2009 se registraron 641 casos en las provincias del oeste.

## Recomendaciones internacionales

### Fondo de Población de las Naciones Unidas
En su capítulo "Dando una oportunidad a las niñas: una agenda para la acción", el Fondo de Población de las Naciones Unidas describió las siguientes estrategias para mejorar las condiciones de las niñas que son más vulnerables al matrimonio precoz:
- Cree programas que desarrollen habilidades y mejoren las redes sociales: cuando a las niñas se les permite interactuar con otras personas y tienen la capacidad de compartir sus intereses en red, las familias pueden encontrar valor en sus habilidades, lo que puede mejorar sus posibilidades de un matrimonio retrasado. Las niñas también tendrán más conciencia de sus derechos bajo la ley, y también se mejorará su conocimiento sobre el bienestar general.[21]
- Hacer que la educación formal y las oportunidades económicas sean más accesibles: debido a que las niñas analfabetas tienen mayores posibilidades de convertirse en novias, permitirles tener una educación les permite tener acceso a más oportunidades, y las familias, así como las comunidades, verán que esta es una opción alternativa para el matrimonio precoz. Los incentivos gubernamentales, como los subsidios, son formas posibles de alentar a las familias a permitir que las niñas permanezcan en la escuela, así como suministros gratuitos y un entorno seguro. Al proporcionar a los padres préstamos y becas para la escuela, se levanta una carga financiera, y si también se brindan oportunidades de empleo, les brindan a los padres más opciones con respecto al futuro de una niña.[21]
- Cambie las normas sociales y culturales dañinas: al cambiar la percepción de los líderes de la comunidad, así como de los padres, con respecto al valor y el desarrollo de una niña, el matrimonio infantil puede desanimarse y eventualmente considerarse como perjudicial. La comunicación comunitaria, la educación para los padres y los medios de comunicación pueden alentar un cambio de actitud para que dicha práctica sea inaceptable.[21]
- Implementación adecuada de la legislación: la creación de leyes que prohíban el matrimonio infantil debe ir acompañada de una implementación adecuada, en particular una estricta adhesión a la inhibición de cualquier matrimonio por debajo de la edad de 18 años. El registro de nacimientos también hace que el gobierno sea responsable de mantener tales leyes, como sin el registro adecuado, las niñas pueden estar sujetas a matrimonio aunque no tengan la edad legal.[21]

### Declaraciones internacionales de derechos humanos
Varios convenios internacionales han delineado regulaciones que prohíben el matrimonio infantil. Las siguientes son organizaciones que han tomado una postura contra la práctica del matrimonio infantil:
- En 1948, el Artículo 16 de la Declaración Universal de Derechos Humanos, así como el Pacto Internacional de Derechos Económicos, Sociales y Culturales y el Pacto Internacional de Derechos Civiles y Políticos ambos de 1966, establecieron disposiciones que estipulan que el matrimonio solo debe ser ingresado con el consentimiento de ambas partes y que la igualdad de derechos debe observarse en dicha unión.[22]
- La Convención complementaria sobre la abolición de la esclavitud de 1956, el comercio de esclavos e instituciones y prácticas similares a la esclavitud consideraron que cualquier práctica que prohíbe a las mujeres tener voz o consentimiento, así como el beneficio económico para la familia, es una forma de esclavitud.[22]
- Del mismo modo, la convención de 1964 sobre el consentimiento para el matrimonio, la edad mínima para el matrimonio y el registro de matrimonios y la convención sobre la eliminación de todas las formas de discriminación contra la mujer de 1979 declararon que ambas partes deberían estar dispuestas a contraer matrimonio y que el matrimonio infantil era inaceptable bajo ninguna circunstancia.[22]

## Literatura relacionada
- En su libro  Soy Malala , Malala Yousafzai menciona la práctica del matrimonio infantil dentro de ella Cultura pastún. Aunque ella reside en el distrito de Swat, el pueblo pastún son los principales habitantes de Afganistán.[23]
- "Memorias de un matrimonio infantil" de SETHULAKSHMI da una idea del matrimonio infantil de una niña en la India con énfasis en la ceremonia, así como sus sentimientos personales.[24]
- Soy Nujood, 10 años y divorciado  por Nujood Ali, Delphine Minou y Linda Coverdale[25]
- "Nación del opio: novias infantiles, narcotraficantes y el viaje de una mujer a través de Afganistán" por Fariba Nawa[26]